# Spirastrella coccinea
Spirastrella coccinea är en svampdjursart som först beskrevs av Duchassaing och Giovanni Michelotti 1864.  Spirastrella coccinea ingår i släktet Spirastrella och familjen Spirastrellidae. Inga underarter finns listade i Catalogue of Life.